# Ясное (Полтавская область)
Ясное (укр. Ясне) — село,
Липянский сельский совет,
Карловский район,
Полтавская область,
Украина.
Код КОАТУУ — 5321682904. Население по переписи 2001 года составляло 20 человек.

## Географическое положение
Село Ясное находится между реками Мокрая Липянка и Тагамлык (2 км).
На расстоянии в 1,5 км расположено село Липянка.